# Олбия-Темпио
Олбия-Темпио (на италиански: Provincia di Olbia-Tempio; на сардински: provìntzia de Terranòa-Tèmpiu) беше провинция на остров Сардиния.
Имаше площ 3399 km² и население 152 890 души (2008). Административни центрове са градовете Олбия и Темпио Паузания.

## Административно деление
Провинцията се състои от 26 общини:
- Олбия
- Темпио Паузания
- Аджус
- Алиенту
- Ала дей Сарди
- Арцакена
- Бадези
- Беркида
- Бортиджадас
- Будузо
- Будони
- Каланджанус
- Голфо Аранчи
- Ла Мадалена
- Лойри Порто Сан Паоло
- Луогосанто
- Лурас
- Монти
- Оскири
- Падру
- Палау
- Сан Теодоро
- Сант'Антонио ди Галура
- Санта Тереза Галура
- Телти
- Тринита д'Агулту и Виньола